# Carl Axel Härngren
Carl Axel Härngren, född 3 maj 1868 i Solberga socken, Västergötland, död 15 mars 1913 i Lidköping, var en svensk orgelbyggare, verksam i Lidköping.

## Biografi
Härngren kom 1885 i lära hos orgelbyggaren Johan Anders Johansson i Mösseberg och därefter hos Salomon Molander i Göteborg. Han drev en egen verkstad i Lidköping åren 1892 till 1912 och byggde ett femtiotal orgelverk, mestadels i Skara stift och de flesta mekaniska och försedda med slejflådor.  
Efter Häggmans död överläts firman till medarbetaren sedan 1902 Herman Nordfors (1880–1952) och ombildades till AB Nordfors & Co, vilket senare blev Smedmans Orgelbyggeri.

## Verk
| År   | Ursprunglig kyrka               | Stift     | Bild | Manualer | Pedal | Stämmor | Bevarad orgel/fasad | Övrigt       |
| ---- | ------------------------------- | --------- | ---- | -------- | ----- | ------- | ------------------- | ------------ |
| 1892 | Ekeby kyrka                     |           |      |          |       |         |                     |              |
| 1892 | Naums kyrka                     | Skara     |      |          |       |         |                     |              |
| 1894 | Kullings-Skövde kyrka           | Skara     |      |          |       |         |                     |              |
| 1894 | Tumbergs kyrka                  |           |      |          |       |         |                     |              |
| 1894 | Månstads kyrka                  |           |      |          |       |         |                     | Renovering.  |
| 1894 | Hangelösa kyrka                 | Skara     |      |          |       |         | Ja/Ja               |              |
| 1895 | Locketorps kyrka                | Skara     |      |          |       |         |                     |              |
| 1895 | Medelplana kyrka                | Skara     |      |          |       |         | Ja/Ja               |              |
| 1895 | Saleby kyrka                    | Skara     |      |          |       |         |                     |              |
| 1896 | Halna kyrka                     | Skara     |      |          |       |         |                     |              |
| 1896 | Roasjö kyrka                    | Göteborgs |      |          |       |         |                     |              |
| 1896 | Ova kyrka                       | Skara     |      |          |       |         |                     |              |
| 1896 | Torbjörntorps kyrka             | Skara     |      |          |       |         |                     |              |
| 1896 | Främmestads kyrka               | Skara     |      |          |       |         | Nej/Ja              |              |
| 1897 | Forsby kyrka                    | Skara     |      |          |       |         |                     |              |
| 1897 | Toarps kyrka                    | Skara     |      |          |       |         |                     |              |
| 1897 | Sävare kyrka                    | Skara     |      |          |       |         |                     |              |
| 1898 | Hällestads kyrka, Västergötland | Skara     |      |          |       |         | Ja/Ja               |              |
| 1898 | Vinköls kyrka                   | Skara     |      |          |       |         | Ja/Ja               |              |
| 1899 | Sunnersbergs kyrka              | Skara     |      |          |       |         | Ja/Ja               |              |
| 1899 | Hasslösa kyrka                  | Skara     |      |          |       |         | Ja/Ja               |              |
| 1900 | Börstigs kyrka                  | Skara     |      |          |       |         | Ja/Ja               |              |
| 1900 | Väne-Åsaka kyrka                | Skara     |      |          |       |         |                     |              |
| 1901 | Gudhems kyrka                   | Skara     |      |          |       |         |                     |              |
| 1902 | Sankt Nicolai kyrka, Lidköping  | Skara     |      |          |       |         | Ja/Ja               |              |
| 1903 | Norra Bjärke kyrka              |           |      |          |       |         |                     |              |
| 1903 | Husaby kyrka                    |           |      |          |       |         |                     |              |
| 1903 | Norra Härne kyrka               |           |      |          |       |         | Nej/Ja              |              |
| 1904 | Kvänums kyrka                   | Skara     |      |          |       |         |                     |              |
| 1905 | Essunga kyrka                   | Skara     |      |          |       |         | Ja/Ja               |              |
| 1905 | Håle-Tängs kyrka                |           |      |          |       |         | Ja/Ja               |              |
| 1905 | Bokenäs kyrka                   |           |      |          |       |         | Ja/Ja               |              |
| 1906 | Mariestads kyrka                |           |      |          |       |         |                     |              |
| 1906 | Segerstads kyrka                |           |      |          |       |         |                     |              |
| 1907 | Dalums kyrka                    | Skara     |      |          |       |         |                     |              |
| 1907 | Fredsbergs kyrka                | Skara     |      |          |       |         | Ja/Ja               |              |
| 1907 | Odensåkers kyrka                | Skara     |      |          |       |         | Ja/Ja               |              |
| 1907 | Söne kyrka                      | Skara     |      |          |       |         |                     |              |
| 1907 | Valdshults kyrka                |           |      |          |       |         | Ja/Ja               |              |
| 1907 | Tidaholms kyrka                 | Skara     |      |          |       |         |                     |              |
| 1908 | Källby kyrka                    | Skara     |      |          |       |         |                     |              |
| 1908 | Leksbergs kyrka                 | Skara     |      |          |       |         |                     |              |
| 1908 | Ryda kyrka                      | Skara     |      |          |       |         |                     |              |
| 1908 | Kölaby kyrka                    | Skara     |      |          |       |         |                     |              |
| 1909 | Säters kyrka, Västergötland     | Skara     |      |          |       |         | Nej/Ja              |              |
| 1911 | Longs kyrka                     | Skara     |      |          |       |         |                     |              |
| 1911 | Tuns kyrka                      | Skara     |      |          |       |         |                     |              |
| 1911 | Dimbo kyrka                     |           |      |          |       |         | Ja/Ja               | Ombyggnation |

### Bevarade kompletta orglar
- Mellby kyrka, Västergötland
- Skeby kyrka

### Bevarade fasader
- Skallmeja kyrka